# ブリックレイヤー
『ブリックレイヤー』（原題：The Bricklayer）は、2023年のアメリカ合衆国のアクション映画。
元・FBIという経歴を持つ小説家のポール・リンゼイが「ノア・ボイド」名義で発表した小説『脅迫』（The Bricklayer）をレニー・ハーリン監督、アーロン・エッカート主演で映画化。

## ストーリー
ギリシャでアメリカ政府に批判的な報道をしている女性記者が遺体で発見された。調査を進めたCIAは、1年半前に死亡したはずのCIAエージェントのラデックを容疑者として割り出す。ラデックは今回の事件をCIAの仕業に見せかけることで、アメリカの信用を失墜させようとしていた。
アメリカ政府はラデックと同じ元CIAエージェントで、今はレンガ職人として静かに暮らしているヴェイルに協力を要請する。最初はその要請を断ったヴェイルであったが、その直後にラデックが送り込んだ刺客の襲撃を受けたことから、彼との因縁に決着をつけることを決意、戦いに身を投じる。

## キャスト
※括弧内は日本語吹替
- スティーヴ・ヴェイル：アーロン・エッカート（井上和彦）
- ケイト：ニーナ・ドブレフ（飯田里穂）
- オマリー：ティム・ブレイク・ネルソン（松川裕輝）
- タイ：イルフェネシュ・ハデラ
- ヴィクター・ラデック：クリフトン・コリンズ・Jr（相樂真太郎）